# Dadagondok (Így jártam anyátokkal)
A Dadagondok az Így jártam anyátokkal című televízió-sorozat nyolcadik évadának harmadik epizódja. Eredetileg 2012. október 8-án vetítették, míg Magyarországon 2013. október 7-én.
Ebben az epizódban Lily és Marshall dadát keresnek a kis Marvin részére, amiben tudtukon kívül Barney is akadályozza őket. Robin és Ted összevesznek azon, melyiküknek komolyabb a párkapcsolata. 

## Cselekmény
Miután szakított Quinn-nel, Barney visszatér a régi csajozási szokásaihoz, ennek örömére először is "Dugtóberfesztet" tart, amit rengeteg pénzen még hirdet is. Később aztán bevallja a barátainak, hogy az esemény bukás. Marshall beállít a bárba és közli, hogy Mickey váratlanul beköltözött hozzájuk, miután leégette a házat. Ekkor megjelenik Lily is, aki közli, hogy most Marshallon a sor Marvinra felügyelni. Megvallja Tednek és Robinnak, hogy szeretne mihamarabb visszamenni dolgozni, és ehhez dadát kellene találnia. Robin szerint Mickey is alkalmas lehet a feladatra, de Lily csak nevet ezen, mert az apja még az ő gyerekkorában sem volt képes arra, hogy foglalkozzon egy gyerekkel. Robin erre felajánlja, hogy majd ő és Nick vigyáznak rá, hiszen ők ketten jó páros. Ted visszavág, hogy ez inkább rá és Victoriára igaz, majd veszekedni kezdenek. Jövőbeli Ted ekkor közbevág, és megjegyzi, hogy elég csúnya dolog az exszel azon vitatkozni, hogy melyikük jelenlegi kapcsolata a jobb.
Marshall és Lily találnak egy kedves idős brit hölgyet, Mrs. Buckminstert, aki tökéletes választás lenne, de sajnos túl drága. Több lehetőséget is megnéznek, mígnem belefutnak Julie Jorgensenbe, aki jó választás lehet, ráadásul St. Cloud-ból származik, akárcsak Marshall, és a családját is ismeri. Mégsem mond még igent, mert azt mondja, aznap estére van még egy elbeszélgetése valakivel, de az már csak formalitás lesz, és nekik fog dolgozni. Másnap aztán döbbenten hallják, hogy Julie mégsem lesz a dadájuk, mert előző este találkozott egy milliárdos egyedülálló apával, aki Párizsba is el fogja őt vinni. Lily és Marshall azonnal kapcsolnak, hogy ez csak Barney lehet, ezért a lakására mennek, és szembesítik Julie-t a hazugsággal. Csakhogy Julie most már nem akar olyasvalakiknek dolgozni, akik Barney barátai, és elviharzik. Barney ezután elmondja nekik, hogy ez most a legújabb módszere, amivel nőket szed fel. Lily dühösen közli vele, hogy mindent tönkretett, és ő a legéretlenebb ember, akit valaha ismert.
Másnap reggel Lily épp beteget készül jelenteni, mert nincs, aki vigyázzon Marvinra, amikor megjelenik Mrs. Buckminster, aki azt mondja, hogy Barney kifizette a munkabérét. Csakhogy Lily már nem meri otthagyni egy idegenre a gyerekét, ezért nem kér a hölgy szolgálataiból. Kicsit később arra ébred, hogy Marvin eltűnt és egy kitömött majom van a helyén. Kétségbeesetten rohan keresni a fiát, mire megjelenik bele Mickey, aki közli, hogy ő vitte el Marvint, akit megfürdetett, megetetett, megbüfiztetett, és még sétálni is elvitt a parkba. Lilyt meglepi, hogy az apja ilyen jól bánik a gyerekekkel, mire Mickey közli, hogy élete első éveiben, amíg az anyja dolgozott, és még nem lett a szerencsejáték rabja, ő vigyázott rá, és erről egy fényképet is bemutat. Mickey azt mondja, hogy nem volt mindig egy mintaapa, de megígéri, hogy számíthat rá, ha Marvinról van szó. Lily beleegyezik, hogy az apja legyen Marvin dadája.
Eközben Ted és Robin még mindig veszekednek. Ted szerint Nick nagyon érzelgős és nyűgös, Robin szerint Victoria meg trehány. Vita közben rájönnek, hogy a másiknak igaza van, és elkezdenek panaszkodni egymásnak. Robin szerint Nick sírva fakadt, amikor megölt egy pókot, Ted szerint pedig Victoria egy halom mosatlan tányért hagyott. Ennek ellenére mindketten elfogadják a partnereik tulajdonságait és arra koccintanak, hogy a kapcsolataik tartsanak még sokáig. Jövőbeli Ted ekkor közbeszól: egyiküké sem tart már egy hónapnál tovább.
Miután Barneynak visszaüt a dadákat szédítő machinációja, visszatér a hagyományos csajozáshoz, ehelyett azonban Mrs. Buckminsterbe botlik.

## Kontinuitás
- Ismét elhangzik a "Bum-bum-bugidi.bum" dal.
- Lily ismét arra panaszkodik, milyen rossz apa volt Mickey ("Pofonadás 2: A pofon visszaüt", "46 perc", "A mágus kódexe")
- Barney ugyanazzal a szöveggel csajozik, mint amit a "Boldogan élek" című epizódban a börtönben adott elő.
- Marshall és Barney a "Skótdudások" című részben vitatkoztak azon, melyikük kapcsolata jobb.
- Barney "A Stinson-rakétaválság" című részben játszotta meg, hogy ügyvéd.
- Barney "A taktikai könyv" című részben hasonlóan ünnepelte, hogy egyedülálló lett.

## Jövőbeli visszautalások
- Barney egyre kevésbé élvezi, hogy egyedülálló, és ez a "Szakítások ősze" és a "Barátos" című részekben látható.

## Érdekességek
- Ted, Nick és Robin a Cleveland Browns – New York Giants meccset nézik, amely ténylegesen egy nappal az epizód vetítése előtt volt. A meccset 27-41-re a Giants nyerte.

## Vendégszereplők
- Ashley Williams – Victoria
- Chris Elliott – Mickey
- Michael Trucco – Nick Podarutti
- Jane Carr – Mrs. Buckminster
- Kim Shaw – Julie
- Francesca Capaldi – 7 éves Lily
- Marie Pettit – Beth
- Daisy Faith – Sally
- Carol Herman – Helga
- Melissa Christine – Kara

## Zene
- Charlie Mars – I Do I Do

## Fordítás
Ez a szócikk részben vagy egészben  a   Nannies (How I Met Your Mother) című angol Wikipédia-szócikk ezen változatának fordításán alapul.  Az eredeti cikk szerkesztőit annak laptörténete sorolja fel. Ez a jelzés csupán a megfogalmazás eredetét és a szerzői jogokat jelzi, nem szolgál a cikkben szereplő információk forrásmegjelöléseként.